# Świdry (Łuków)
Pour les articles homonymes, voir Świdry.
Świdry (prononciation : [ˈɕfidrɨ]) est un village polonais de la gmina de Łuków dans le powiat de Łuków de la voïvodie de Lublin dans l'est de la Pologne.
Il se situe à environ 4 kilomètres au sud-ouest de Łuków (siège de la gmina et du powiat) et 73 kilomètres au nord de Lublin (capitale de la voïvodie).
Le village comptait approximativement une population de 817 habitants en 2013.

## Histoire
De 1975 à 1998, le village est attaché administrativement à l'ancienne voïvodie de Siedlce.

Depuis 1999, il fait partie de la nouvelle voïvodie de Lublin.